# Halfelf
Een halfelf is een nakomeling uit het huwelijk tussen een mens en een elf.
Halfelfen komen bij verschillende vormen van fictie voor. In het werk van verschillende fantasy-schrijvers, waarvan J.R.R. Tolkien wellicht de bekendste is, komen halfelfen voor. Halfelfen komen ook in rollenspellen als Dungeons & Dragons voor, waarin je er als een kunt spelen.

## Tolkien
In Tolkiens bekende trilogie The Lord of the Rings komen meerdere halfelfen voor, waarvan Elrond, de Meester van Imladris, de bekendste is.